# Koomankangas
Koomankangas är en hed i Finland. Den ligger i Kumo i landskapet Satakunta, i den sydvästra delen av landet, 180 km nordväst om huvudstaden Helsingfors.